# SBS Medianet
SBS Medianet (tiếng Hàn Quốc: SBS 미디어넷) là một công ty Hàn Quốc của SBS, với các sản phẩm truyền thông, truyền hình và viễn thông dành cho kênh không miễn phí, bao gồm Skylife và dịch vụ 'Cáp TV'(KCTA).

## Kênh truyền hình
- SBS Plus - chương trình giải trí và phim truyện
- SBS Sports - thể thao (chuyên nghiệp và nghiệp dư)
- SBS-CNBC - doanh nghiệp và tin tức (đồng sở hữu với NBCUniversal)
- SBS funE - chương trình giải trí và thực tế
- SBS Golf - gôn
- SBS MTV - âm nhạc (đồng sở hữu với Viacom thông qua cổ phiếu SBS Viacom)
- Nickelodeon Korea - chương trình thiếu nhi (đồng sở hữu với Viacom thông qua cổ phiếu SBS Viacom)

## Liên kết
- SBS Medianet Lưu trữ ngày 19 tháng 8 năm 2016 tại Wayback Machine (tiếng Hàn)